# Adélaïde-Marie Champion de Cicé
Pour les autres membres de la famille, voir Champion de Cicé.
Adélaïde-Marie Champion de Cicé, née à Rennes le 5 novembre 1749 et décédée à Paris le 26 avril 1818, est une religieuse française, fondatrice des Filles du Cœur de Marie.

## Biographie

### Famille
Adélaïde est la dernière née d’une famille nombreuse et aristocratique de Rennes, les Champion de Cicé. Le château de Cicé dressait ses tours puissantes dans la paroisse de Bruz sur les bords de la Vilaine. Son père, Jérôme-Vincent Champion de Cicé (1680–1750), à 42 ans avait épousé Marie-Rose de Varennes de Condat (1702–1784) en 1722. De cette union naissent quatorze enfants, dont :
- Jean-Baptiste-Marie Champion de Cicé (1725–1805), abbé de Landevennec, vicaire général de Bourges, évêque de Troyes (1756), évêque d'Auxerre (1761), député du Clergé lors des États généraux de 1789. Mort en exil en Prusse.
- Louis-Toussaint Champion de Cicé (1732–1792), dit le « comte de Cicé », chef d'escadre dans la Marine royale.
- Jérôme-Marie Champion de Cicé (1735–1810), évêque de Rodez (1781), archevêque de Bordeaux, corédacteur de la Déclaration des droits de l'homme et du citoyen de 1789, ministre de Louis XVI (1790), archevêque d'Aix (1802).
- Augustin-Marie Champion de Cicé (1745–1815) capitaine du régiment d’infanterie du roi.

### Jeunesse
Marie-Adélaïde de Cicé est née à Rennes en novembre 1749, dans la maison familiale, l'hôtel de Cicé. Au moment de sa naissance, son père avait déjà 69 ans, et sa mère 47. Son père meurt l'année suivante. Elle est marquée très jeune par la vie chrétienne de sa mère, partage son zèle en faveur des démunis, et désire s'orienter vers la vie religieuse dans la prière et le service des pauvres.
À dix-sept ans, en avril 1777, elle fait un essai de vie religieuse chez les Visitandines. Sous la pression de son frère Jean-Baptiste de Cicé, alors évêque d'Auxerre, elle en sort six mois plus tard pour retourner s'occuper de leur mère.  
Après la mort de sa mère en 1784, qui l’initia à la piété sincère et à la charité, elle reste proche de diverses communautés religieuses, cherchant à y vivre une consécration religieuse au service des pauvres : Carmel de Rennes, Demoiselles des incurables, Dames de la retraite.

### Fondatrice
La révolution française - avec la suppression des monastères et couvents - bouleverse ses plans, mais ne change pas son souhait fondamental de vie religieuse. Elle initie une forme originale et adaptée de consécration et vie religieuse: c'est la fondation, en 1791, des Filles du Cœur de Marie avec l'aide du père Pierre-Joseph de Clorivière, jésuite. Ses 'filles de Marie' n'auront pas d'habit distinctif et ne vivront pas en communauté, évitant ainsi la loi révolutionnaire. Elles vivent 'dans le monde'.
En 1799, la police du Directoire la fit emprisonner au motif de « fanatisme ». Après l’attentat de la rue Saint-Nicaise perpétré le 24 décembre 1800 contre le Premier consul, elle fut inquiétée pour avoir donné l'asile à un des affidés du complot. Jugée en avril 1801, elle fut finalement acquittée.

### Correspondance
- Pierre J. de Clorivière – Adélaïde de Cicé : Correspondance 1787-1804, Paris, Beauchesne, 1993, 288 pages.